# Asparuchowo (obwód Montana)
Asparuchowo (bułg. Аспарухово) – wieś w Bułgarii, w obwodzie Montana, w gminie Medkowec. Według Ujednoliconego Systemu Ewidencji Ludności oraz Usług Administracyjnych dla Ludności, miejscowość zamieszkuje 653 mieszkańców.